# 세종 어서각
세종 어서각(世宗 御書閣)은 세종특별자치시 연기면 고정리에 있는 건축물이다. 2014년 9월 30일 세종특별자치시의 향토문화유산 제41호로 지정되었다.

## 개요
어서각(御書閣)은 조선의 태조(太祖, 1335~1408), 영조(英祖, 1694~1776), 정조(正祖, 1752~1800), 고종(高宗, 1852~1919)이 직접 쓴 글씨를 모시는 서각(書閣)이다.
태조의 친필은 1395년(태조 4) 12월 22일에 이성계의 두 번째 부인인 신덕왕후(神德王后, ?~1396)의 오라비 강순용(康舜龍)을 ‘特進輔國崇祿大夫 咸寧伯(특진보국숭록대부 함녕백)’에 봉(封)한다는 내용을 직접 써서 내린 교지(敎旨)이다. 특진보국숭록대부는 동반(東班) 정1품(正一品)에 해당하는 관직 등급이고, 함녕백은 벼슬과 직위의 명칭이다. 
1744년(영조 20)에 강순룡의 후손 강치경(康致卿)이 영조에게 태조의 쓴 교지를 올리면서 알려졌고, 영조는 이 문서에 대한 발문(跋文)을 쓰고 어서각을 짓도록 사액(賜額)을 내렸다. 정조의 친필은 신덕왕후의 출생지에 세운 비석에 쓰여 진 것으로 성스러운 왕비의 옛 터라는 뜻의 ‘聖后私第舊基(성후사제구기)’는 비명을 직접 쓰고 ‘御製 象山府 神德王后私第舊基碑(어제 상산부 신덕왕후사제구기비)’에는 비석을 세운 이유를 적었다. 고종의 친필은 1846년(헌종 12)에 어서각이 건립된 후 고종이 사적(事跡)을 직접 써서 보낸 것이다. 
어서각은 정면 1칸, 측면 2칸의 규모로 겹처마에 팔작지붕을 하고 있다. 정면에는 ‘御書閣(어서각)’이라는 현판이 걸려있으며, 내부에는 태조의 친필 교지 사본(寫本)과 어서각이 세워진 배경 등에 대한 내용이 게시되어 있다. 외부는 삼문(三門)과 낮은 담장으로 둘러져 있으며, 삼문은 정면 3칸 측면 2칸 규모의 솟을문이다.  